# Nokia 5300

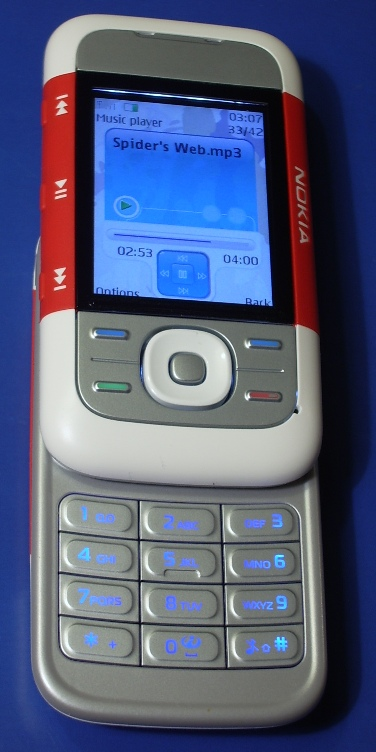
Nokia 5300

O Nokia 5300 é um telemóvel Nokia, lançado no quarto trimestre de 2006. É uma versão revista e melhorada do Nokia 5200, do qual mantém grande parte do design.
Está disponível em várias cores, nomeadamente branco-vermelho, branco-azul e branco-cinzento. Tem quatro teclas: duas para aceder aos diferentes menus, as outras duas são os botões de chamada (tecla verde) e de rejeição de chamada (tecla vermelha). Ao abrir o telemóvel, este está equipado com o teclado iluminado. Nas extremidades do telemóvel, existem três botões para o leitor de música e outros três para ligar a câmara e regular o volume.